# Marius Oprea (Historiker)

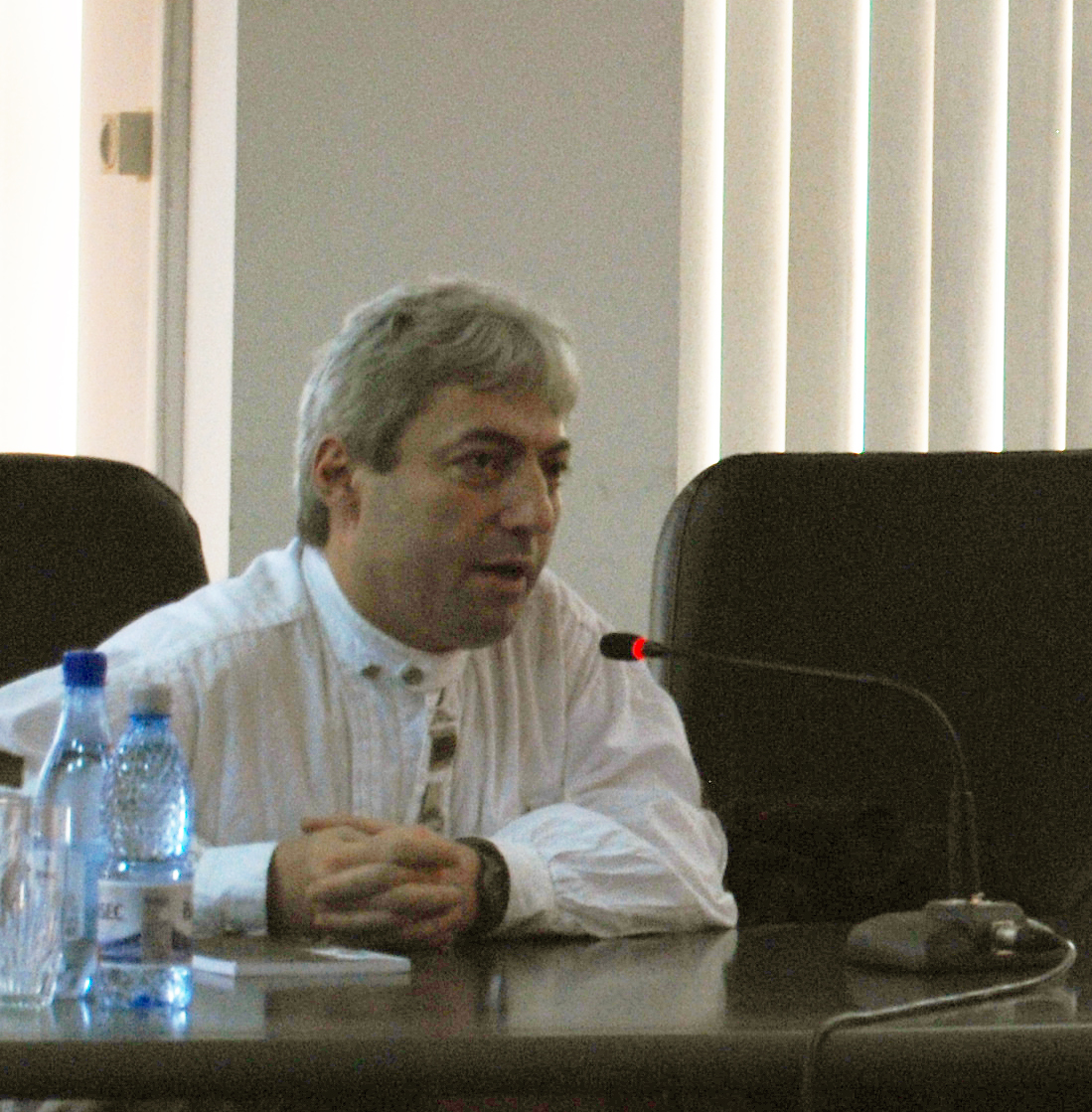
Marius Oprea, 2011

Marius Oprea (* 22. Mai 1964 in Târgoviște) ist ein rumänischer Historiker, Dichter und Schriftsteller.

## Leben
Oprea studierte Archäologie und Geschichte an der Universität Bukarest und promovierte dort mit einer Arbeit über die Rolle der Securitate zwischen 1948 und 1964 (rumänisch Rolul și evoluția Securității, 1948–1964). 1987 wurde Marius Oprea zum ersten Mal von der Securitate, dem ehemaligen rumänischen Geheimdienst, inhaftiert. Der damalige Student hatte sich geweigert, in die Kommunistische Partei Rumäniens einzutreten und Manifeste gegen Ceaușescu verteilt.
1997 verbrachte er einige Zeit in Berlin, wo er bei der Stasi-Unterlagenbehörde unter Joachim Gauck den Umgang mit Geheimdienstakten lernte. Er arbeitet für das Rumänische Institut für Neuzeitgeschichte (rumänisch Institutul Român de Istorie Recentă (IRIR)). 2006 gründete er das Institut für die Erforschung der Verbrechen des Kommunismus in Rumänien  (rumänisch Institutul de Investigare a Crimelor Comunismului în România (IICCR)). Nachdem dieses Institut, das sich vorrangig der Erforschung politischer Morde in Rumänien widmete, Ende 2009 mit dem Institut zur Erforschung des rumänischen Exils zusammengelegt wurde, setzte sich die Literaturnobelpreisträgerin Herta Müller dafür ein, dass Oprea weiterhin die Leitung des Instituts behält.
Oprea ist Mitglied des rumänischen Schriftstellerverbandes (rumänisch Uniunea Scriitorilor din România).

## Schriften (Auswahl)
- Solo de tamburină 1999
- Banalitatea răului 2002
- O istorie a Securității în documente
- Securiștii partidului
- Ziua care nu se uită. 15 Noiembrie 1987, Brașov (mit Stejărel Olaru) 2002
- The day we won't forget. 15 November, Brașov (mit Stejărel Olaru) 2002
- Chipul morții: dialog cu Vladimir Bukovski despre natura comunismului, 2006
- Bastionul cruzimii: o istorie a Scurității (1948–1964), 2008
- Șase feluri de a muri 2009
- Adevarata fața a lui Traian Basescu. Jurnalul, Bukarest 2012, ISBN 978-606-8239-05-7 (online).